# جورج هاميلتون غرين
جورج هاميلتون غرين (بالإنجليزية: George Hamilton Green)‏ هو ملحن أمريكي، ولد في 23 مايو 1893، وتوفي في 1970.

## وصلات خارجية
- جورج هاميلتون غرين على موقع ميوزك برينز (الإنجليزية)
- جورج هاميلتون غرين على موقع أول ميوزيك (الإنجليزية)